# Light from Above
Light from Above är Black Tides debutalbum. Albumet spelades in under 2007 och släpptes 18 mars 2008, och producerades av Johnny K. Varje medlem av Black Tide var under 20 år när albumet spelades in, vilket är något speciellt i musikhistorien och musikbranschen.
Tre av låtarna i albumet har släppts som singel, låtarna "Shockwave", "Warriors of Time" och "Let Me".

## Låtlista
1. "Shockwave" - 3:38
2. "Shout" - 3:26
3. "Warriors of Time" - 5:53
4. "Give Me a Chance" - 3:34
5. "Let Me" - 3:30
6. "Show Me the Way" - 3:59
7. "Enterprise" - 4:31
8. "Live Fast Die Young" - 3:01
9. "Hit the Lights" (Metallica cover) - 3:42
10. "Black Abyss" - 4:06
11. "Light From Above" - 5:46
12. "Black Widow" (UK Bonus Track) - 3:48
13. "Again" (iTunes Bonus Track) - 3:18
14. "Rise" (Hot Topic Bonus Track) - 2:46